# Вершинінці (Орічівський район)
Верши́нінці (рос. Вершининцы) — присілок у складі Орічівського району Кіровської області, Росія. Входить до складу Шалеговського сільського поселення.
Населення становить 2 особи (2010, 8 у 2002).
Національний склад станом на 2002 рік — росіяни 100 %.